# Adam Kraft (Verleger)
Adam Kraft (* 8. März 1898 in Wildstein, Österreich-Ungarn; † 11. Januar 1976 in Augsburg) war ein sudetendeutscher Verleger, Maler und Graphiker.

## Leben
Adam Kraft wurde im Egerland in Wildstein (heute Skalná) als Sohn eines Postbeamten geboren. Er wurde zunächst ebenfalls Beamter bei der Post. 1927 gründete er im Karlsbader Stadtteil Drahowitz den Adam-Kraft-Verlag und den „Sudetendeutschen Bücherbund“, welcher die Herausgabe schöngeistiger Literatur, Geschichte, volkstümlicher Sammelwerke und Bildwerke in der Tschechoslowakei förderte und bis 1945 etwa 3 Millionen Bücher herausgab. Zu den Autoren zählten u. a. Gustav Leutelt, Hans Watzlik, Emil Merker, Karl Franz Leppa, Franz Spunda und Bruno Brehm. An Zeitschriften erschienen: Der Ackermann von Böhmen (1933–1938) und Das deutsche Erbe (1937–1943). Lektor des Verlags war der Militärhistoriker Josef Franz Leppa (1901–1980), unter dem Pseudonym Konrad Leppa  Schriftsteller und Journalist. 
In seinem Verlag gab Adam Kraft auch Kunstwerke aus eigener Hand heraus, zum Beispiel eine Reihe von Postkarten mit Originalholzschnitten von Elbogen (tschechisch Loket). Der Schriftsteller und spätere nationalsozialistische Funktionär Ernst Frank war ab 1936 Gesellschafter des Verlags in Karlsbad. Adam Kraft verkaufte 1939 den Verlag nach der Sudetenkrise und der Besetzung des Sudetenlandes durch deutsche Truppen an die Deutsche Arbeitsfront, blieb aber Direktor des Verlags.
Nach Ende des Zweiten Weltkriegs wurde der Verlag durch Behörden der Tschechoslowakei beschlagnahmt, Adam Kraft inhaftiert und im Internierungs-Lager Neurohlau (Nova Role) bei Karlsbad festgehalten. Von dort flüchtete er nach dem Ort Zellsee bei Wessobrunn in Oberbayern, wo er einen kleinen Kunsthandel betrieb und malte. 1950 gründete er einen neuen Verlag unter seinem Namen in Augsburg, den er bis 1973 führte. Er wurde 1966 mit der „Johann-Hofmann-Plakette“ für besondere verlegerische Leistungen geehrt. 1976 verstarb Adam Kraft in Augsburg.

## Publikationen
- Holzschnitte, Aquarelle und Ölbilder
- Adalbert Stifter: Ausgabe in 9 Bänden (Hrsg.)
- Bildwerke deutscher Städte und Länder.
- mit Bruno Brehm: Heimat Sudetenland. Ein Erinnerungsbildwerk mit 500 Bildern. Eingeleitet von Bruno Brehm, Bildhinweise von Josef Preußler (Böhmen) und Reinhard Pozorny (Mähren, Schlesien). 3. Aufl. Kraft, Mannheim 1977, ISBN 3-8083-1030-8.